# Supercopa de Corea
La Supercopa de Corea (수퍼컵?, Supeo KeopRR) fue una competición de fútbol organizada por la K League de 1999 a 2006. Este torneo servía como apertura de temporada y era disputado entre el campeón de la primera división de la K League y el ganador de la Korean FA Cup del año anterior. Se eliminó del calendario de fútbol de Corea del Sur en 2007. Después de eso, los campeones defensores de la K League 1 y la Korean FA Cup eran a menudo sorteados para enfrentarse en la 1.ª fecha de la K League 1 cada año. Como dato anecdótico, Jeonbuk Hyundai Motors es el único club que ha levantado el trofeo de la Supercopa entre los campeones de la FA Cup.

## Patrocinadores del título
| Año       | Nombre              |
| --------- | ------------------- |
| 1999-2000 | TicketLink          |
| 2001-2002 | Posdata             |
| 2003      | No hubo competición |
| 2004-2005 | Ninguno             |
| 2006      | Samsung             |

## Formato de competición
- Los campeones de la K League y los ganadores de la Korean FA Cup participaban en esta final definida en un solo encuentro.
- Los partidos se disputaron en la sede de los vencedores de la liga.
- Cuando el encuentro terminaba en empate después del tiempo reglamentario, se disputaba una prórroga. Si persistía la igualdad, se efectuaba una tanda de penales.

## Campeones
En esta lista se enumeran todos los campeones desde su creación en 1999 a 2006.
KL: Campeón de la K League; KFC: Campeón de la Korean FA Cup
| Año  | Campeón                      | Resultado           | Subcampeón                   | Sede de la final                     |
| ---- | ---------------------------- | ------------------- | ---------------------------- | ------------------------------------ |
| 1999 | Suwon Samsung Bluewings (KL) | 5 - 1               | Anyang LG Cheetahs (KFC)     | Suwon Sports Complex, Suwon          |
| 2000 | Suwon Samsung Bluewings (KL) | 0 - 0 (5-4 pen.)    | Seongnam Ilhwa Chunma (KFC)  | Suwon Sports Complex, Suwon          |
| 2001 | Anyang LG Cheetahs (KL)      | 2 - 1 (t.s.)        | Jeonbuk Hyundai Motors (KFC) | Anyang Sports Complex, Anyang        |
| 2002 | Seongnam Ilhwa Chunma (KL)   | 1 - 0               | Daejeon Citizen (KFC)        | Seongnam Sports Complex, Seongnam    |
| 2003 | No hubo competición          | No hubo competición | No hubo competición          | No hubo competición                  |
| 2004 | Jeonbuk Hyundai Motors (KFC) | 2 - 0               | Seongnam Ilhwa Chunma (KL)   | Tancheon Sports Complex, Seongnam    |
| 2005 | Suwon Samsung Bluewings (KL) | 1 - 0               | Busan I'Park (KFC)           | Estadio Mundialista, Suwon           |
| 2006 | Ulsan Hyundai Horang-i (KL)  | 1 - 0               | Jeonbuk Hyundai Motors (KFC) | Estadio de Fútbol Ulsan Munsu, Ulsan |

## Títulos por club
| Club                    | Campeón | Subcampeón | Años campeón     | Años subcampeón |
| ----------------------- | ------- | ---------- | ---------------- | --------------- |
| Suwon Samsung Bluewings | 3       | 0          | 1999, 2000, 2005 |                 |
| Seongnam FC             | 1       | 2          | 2002             | 2000, 2004      |
| Jeonbuk Hyundai Motors  | 1       | 2          | 2004             | 2001, 2006      |
| FC Seoul                | 1       | 1          | 2001             | 1999            |
| Ulsan Hyundai           | 1       | 0          | 2006             |                 |
| Daejeon Hana Citizen    | 0       | 1          |                  | 2002            |
| Busan IPark             | 0       | 1          |                  | 2005            |